# Brent Pelham
Brent Pelham est une paroisse civile et un village du Hertfordshire, en Angleterre.